# Миттенар
Миттенар (нем. Mittenaar) — община в Германии, в земле Гессен. Подчиняется административному округу Гиссен. Входит в состав района Лан-Дилль. Население составляет 4932 человека (на 31 декабря 2010 года). Занимает площадь 35,17 км².